# 黑文鎮區 (明尼蘇達州舍本縣)
黑文鎮區（英語：Haven Township）是位於美國明尼蘇達州舍本縣的一個行政鎮區。

## 歷史
黑文鎮區於1872年成立，得名自明尼蘇達州立法委員約翰·奧姆斯比·黑文（John Ormsbee Haven）。

## 地方資料
黑文鎮區的面積為88.07平方千米，當中陸地面積為85.35平方千米，而水域面積為2.72平方千米。根據2020年美國人口普查的數據，當地共有人口2610人，而人口密度為每平方千米29.64人。